# Blackjack
Blackjack, znan tudi kot enaindvajset (21), je priljubljena igra s kartami, ki se igra v igralnicah po vsem svetu. Cilj igre je premagati delivca z dosego vrednosti kart, ki je čim bližje 21, vendar ne več kot 21. Blackjack združuje elemente spretnosti, strategije in sreče.

## Zgodovina
Izvor igre blackjack ni povsem jasen, vendar se domneva, da izhaja iz 17. stoletja iz Francije, kjer so igrali podobno igro, imenovano "Vingt-et-Un" (dvaindvajset). Igra se je razširila po Evropi in prišla v ZDA, kjer je pridobila popularnost in se razvila v različico, ki jo poznamo danes.

## Pravila igre
Blackjack se igra z enim ali več kompleti kart, pri čemer ima vsak komplet 52 kart. Vrednosti kart so naslednje:
- Karte od 2 do 10 imajo svojo nominalno vrednost.
- Karte s slikami (kralj, dama, fant) imajo vrednost 10.
- As lahko velja 1 ali 11, odvisno od igralčeve izbire.

#### Potek igre:
1. Začetek igre: Igralci položijo stave na svoje stave.
2. Delitev kart: Vsak igralec in delivec dobita po dve karti. Igralčeve karte so običajno obrnjene navzgor, medtem ko ima delivec eno karto obrnjeno navzgor (upcard) in eno obrnjeno navzdol (hole card).
3. Igralčeva poteza: Igralci se odločijo za eno izmed naslednjih možnosti:
  - Hit (Vleci): Igralec vzame dodatno karto.
  - Stand (Stoj): Igralec ohrani svojo trenutno kombinacijo.
  - Double Down (Podvojitev): Igralec podvoji svojo začetno stavo in vzame samo še eno karto.
  - Split (Razdelitev): Če ima igralec par, lahko razdeli karte v dve ločeni kombinaciji in igra z vsako posebej.
  - Surrender (Predaja): V nekaterih različicah lahko igralec obdrži polovico stave in se preda.
4. Delivčeva poteza: Ko vsi igralci zaključijo svoje poteze, delivec razkrije svojo hole karto. Delivec mora vleči karte, dokler ne doseže vsaj 17 točk. Če delivec preseže 21, vsi preostali igralci zmagajo.
5. Razkritje: Zmaga tisti, ki je najbližje 21 brez prekoračitve. Izplačila so običajno 1:1, razen za blackjack (naravni 21 z asom in karto vrednosti 10), ki se običajno izplača 3:2.

## Strategija
Blackjack je igra, kjer lahko igralci z uporabo pravilne strategije zmanjšajo prednost igralnice. Osnovna strategija temelji na matematičnih izračunih, ki določajo optimalno potezo glede na igralčevo kombinacijo in delivčevo upcard.

#### Osnovna strategija:
1. Vedno zadeni, če imaš 8 ali manj.
2. Vedno stoj, če imaš 17 ali več.
3. Podvoji stavo, če imaš 10 ali 11 in delivec ima manjšo karto.
4. Vedno razdeli ase in osmice.
5. Nikoli ne razdeli desetic.

## Štetje kart
Štetje kart je napredna strategija, pri kateri igralci sledijo razmerju visokih in nizkih kart, ki so ostale v kompletu. To jim omogoča, da ocenijo, kdaj imajo boljše možnosti za zmago in temu primerno prilagodijo svoje stave. Čeprav je štetje kart zakonito, ga igralnice ne odobravajo in lahko igralce, ki jih sumijo štetja kart, odstranijo iz igre.

## Sodobni blackjack
Blackjack se igra v igralnicah po vsem svetu, prav tako pa je zelo priljubljen na spletnih igralnih platformah. Igra se je razvijala skozi leta in danes obstajajo številne različice, kot so Spanish 21, Pontoon in Blackjack Switch, ki ponujajo edinstvena pravila in možnosti za igralce.